# Područna nogometna liga Rijeka – 1. razred 1971./72.
Područna nogometna liga Rijeka – Prvi razred, također i kao Prvi razred Područne nogometne lige Rijeke; Područna liga Rijeka – 1. razred, Područna liga Rijeka (Prvi razred) je bila liga četvrtog stupnja nogometnog prvenstva Jugoslavije u sezoni 1971./72. 
 
Sudjelovalo je 12 klubova, a prvak je bila "Klana". 

## Ljestvica
| mj. | klub                   | ut. | pob. | ner. | por. | gol+ | gol- | bod     |
| --- | ---------------------- | --- | ---- | ---- | ---- | ---- | ---- | ------- |
| 1.  | Klana                  | 22  | 14   | 4    | 4    | 56   | 26   | 32      |
| 2.  | Borac Bakar            | 22  | 14   | 4    | 4    | 50   | 26   | 2       |
| 3.  | INA Rijeka             | 22  | 13   | 2    | 7    | 64   | 39   | 28      |
| 4.  | Konstruktor Rijeka     | 22  | 11   | 5    | 6    | 63   | 36   | 27      |
| 5.  | Goranin Delnice        | 22  | 10   | 4    | 8    | 41   | 35   | 24      |
| 6.  | Risnjak Lokve          | 22  | 8    | 5    | 9    | 41   | 39   | 21      |
| 7.  | Vinodol Novi Vnodolski | 22  | 7    | 6    | 9    | 38   | 52   | 20      |
| 8.  | Rječina Dražice        | 22  | 7    | 5    | 10   | 23   | 35   | 19      |
| 9.  | Primorje Rijeka        | 22  | 7    | 4    | 11   | 37   | 49   | 18      |
| 10. | Elektroprimorje Rijeka | 22  | 7    | 3    | 12   | 28   | 42   | 15 (-2) |
| 11. | Rikard Benčić Rijeka   | 22  | 6    | 2    | 14   | 37   | 57   | 14      |
| 12. | Krk                    | 22  | 5    | 2    | 15   | 40   | 82   | 12      |

## Rezultatska križaljka
| kratica | klub                   | BOR | ELE | GOR | INA | KLA | KON | KRK | PRI | RIKB | RIS | RJE | VIN |
| --- | ---------------------- | --- | --- | --- | --- | --- | --- | --- | --- | ---- | --- | --- | --- |
| BOR | Borac Bakar            |     |     |     |     |     |     |     |     |      |     |     |     |
| ELE | Elektroprimorje Rijeka |     |     |     |     |     |     |     |     |      |     |     |     |
| GOR | Goranin Delnice        |     |     |     |     |     |     |     |     |      |     |     |     |
| INA | INA Rijeka             |     |     |     |     |     |     |     |     |      |     |     |     |
| KLA | Klana                  |     |     |     |     |     |     |     |     |      |     |     |     |
| KON | Konstruktor Rijeka     |     |     |     |     |     |     |     |     |      |     |     |     |
| KRK | Krk                    |     |     |     |     |     |     |     |     |      |     |     |     |
| PRI | Primorje Rijeka        |     |     |     |     |     |     |     |     |      |     |     |     |
| RIKB | Rikard Benčić Rijeka   |     |     |     |     |     |     |     |     |      |     |     |     |
| RIS | Risnjak Lokve          |     |     |     |     |     |     |     |     |      |     |     |     |
| RJE | Rječina Dražice        |     |     |     |     |     |     |     |     |      |     |     |     |
| VIN | Vinodol Novi Vnodolski |     |     |     |     |     |     |     |     |      |     |     |     |
| |                        |     |     |     |     |     |     |     |     |      |     |     |     |
| podebljan rezultat - utakmice od 1. do 11. kola (1. utakmica između klubova) rezultat normalne debljine - utakmice od 12. do 22. kola (2. utakmica između klubova) rezultat nakošen - nije vidljiv redoslijed odigravanja međusobnih utakmica iz dostupnih izvora rezultat smanjen * - iz dostupnih izvora nije uočljiv domaćin susreta prekrižen rezultat - poništena ili brisana utakmica p - utakmica prekinuta 3:0 p.f. / 0:3 p.f. - rezultat 3:0 bez borbe |                        |     |     |     |     |     |     |     |     |      |     |     |     |

 Izvori:

## Unutrašnje poveznice
- Riječko-pulska zona 1971./72.